# وار باث
وار باث هو بطل خارق في مارفل كومكس، ظهرت الشخصية لأول مرة في يونيو 1984